# وليام كونكلين
وليام كونكلين (بالإنجليزية: William Conklin)‏ مواليد 25 ديسمبر 1872 في بروكلين - الوفاة 21 مارس 1935 في هوليوود، كاليفورنيا، الولايات المتحدة، هو ممثل أمريكي بدأ مسيرته الفنية سنة 1913. من أعماله السيدة المقدسة.

## روابط خارجية
- وليام كونكلين على موقع IMDb (الإنجليزية)
- وليام كونكلين على موقع أول موفي (الإنجليزية)
- وليام كونكلين على موقع قاعدة بيانات برودواي على الإنترنت (الإنجليزية)
- وليام كونكلين على موقع قاعدة بيانات الفيلم (الإنجليزية)